# الكيطة (الباب)
كيطة  قرية سوريّة تتبع إداريّاً لمحافظة حلب منطقة الباب ناحية تادف، بلغ تعداد سكانها 1,227 نسمة حسب التعداد السكاني لعام 2004.